# علي عاشور
علي عبد الحميد عاشور (ولد في 4 أكتوبر 1981 في المنامة، البحرين) لاعب كرة قدم بحريني سابق كان يجيد اللعب في مركز الوسط المحوري وحاليا مدرب كرة قدم تولى تدريب المنامة البحريني مع بداية موسم 2023/2024 ولكن لم يستمر طويلا مع ناديه الأم ليتم إنهاء عقده بالتراضي مع المنامة، وبعدها قام نادي الخالدية بالتعاقد معه لقيادة الفريق مع ما تبقى من الموسم.

## المسيرة الرياضية

### لاعبا في الأندية
في 1 يوليو 2003 تم تصعيد عاشور (18 سنة) إلى الفريق الأول بنادي المنامة. في موسمه الأول 2003-2004 وفي بطولة دوري الدرجة الثانية ساهم في تتويج فريقه بالبطولة بعدما تصدر الترتيب بفارق 7 نقاط عن وصيفه المالكية وبالتالي صعد إلى الدوري الممتاز وليحقق عاشور أولى بطولاته مع الأندية. وفي بطولة كأس ملك البحرين ساهم في وصول فريقه إلى الدور الربع النهائي حينها خسر من الشباب 1-2. وفي بطولة كأس الاتحاد البحريني فشل فريقه في التأهل إلى الدور النصف النهائي عندما احتل المركز الرابع في المجموعة الأولى بفارق 10 نقاط عن المتصدر الرفاع.
في موسمه الثاني 2004-2005 وفي بطولة الدوري الممتاز ساهم في احتلال فريقه المركز التاسع قبل الأخير بفارق نقطتين عن منطقة الأمان وبالتالي الهبوط إلى الدرجة الثانية. وفي بطولة كأس ملك البحرين خرج من مباراته الأولى عندما خسر في الدور 16 من النجمة 0-3. وفي بطولة كأس الاتحاد البحريني فشل فريقه في التأهل إلى الدور النصف النهائي عندما احتل المركز السادس في المجموعة الثانية بفارق 10 نقاط عن المتصدر البحرين.
في موسمه الثالث 2005-2006 وفي بطولة دوري الدرجة الثانية ساهم في احتلال فريقه المركز الثاني الوصيف بفارق 3 نقاط عن البطل الحالة فانتقل إلى ملحق الصعود حينها خسر من الشباب 2-7 في مجموع المباراتين. في نهاية الموسم قرر الاتحاد البحريني لكرة القدم رفع عدد أندية الدوري الممتاز من 10 فرق إلى 12 فريق وبالتالي تصعيد المنامة إلى الدوري الممتاز للموسم المقبل. وفي بطولة كأس ملك البحرين خرج من مباراته الأولى عندما خسر في الدور 16 من النجمة 2-3.
في موسمه الرابع 2006-2007 وفي بطولة الدوري الممتاز ساهم في احتلال فريقه المركز العاشر بفارق الأهداف عن منطقة الهبوط. وفي بطولة كأس ملك البحرين ساهم في وصول فريقه إلى الدور الربع النهائي حينها خسر من الحالة 0-2. وفي بطولة كأس الاتحاد البحريني فشل فريقه في التأهل إلى الدور النصف النهائي عندما احتل المركز الخامس في المجموعة الثالثة بفارق 6 نقاط عن المتصدر الرفاع الشرقي.
في 1 يوليو 2007 انتقل عاشور (22 سنة) من المنامة إلى سترة البحريني (الدرجة الثانية) بالإعارة لمدة موسمين. في موسمه الأول 2007-2008 في وبطولة دوري الدرجة الثانية ساهم في احتلال فريقه المركز الثاني بفارق 6 نقاط عن البطل المالكية وبالتالي صعدا معا إلى الدوري الممتاز. وفي بطولة كأس ملك البحرين خرج فريقه من المرحلة الأولى عندما خسر في الدور التمهيدي من قلالي 1-2.
في موسمه الثاني والأخير 2008-2009 وفي بطولة دوري التصنيف ساهم في تتويج فريقه المركز الثاني عشر بفارق 3 نقاط عن صاحب المركز العاشر وبالتالي اللعب في الدرجة الثانية في الموسم التالي. وفي بطولة كأس ملك البحرين ساهم في وصول فريقه إلى الدور الربع النهائي حينها خسر من الرفاع 0-2. وفي بطولة كأس الاتحاد البحريني فشل فريقه في التأهل إلى الدور النصف النهائي عندما احتل المركز الثالث في المجموعة الثانية بفارق 6 نقاط عن المتصدر الرفاع. في 30 يونيو 2009 انتهت الإعارة وعاد عاشور إلى المنامة.
في موسمه الخامس والأخير 2009-2010 وفي بطولة الدوري الممتاز ساهم في احتلال فريقه المركز السادس بفارق نقطتين عن منطقة الهبوط. وفي بطولة كأس ملك البحرين ساهم في وصول فريقه إلى الدور النصف النهائي حينها خسر من الرفاع 1-2. في نهاية الموسم قرر عاشور اعتزال اللعب.

### لاعبا في المنتخبات
تم استدعاء عاشور للمشاركة مع منتخب البحرين تحت 20 سنة في تصفيات بطولة آسيا للشباب لكرة القدم 2004 حيث فشل البحرين في التأهل إلى نهائيات البطولة بعدما احتل المركز الثاني في المجموعة الثانية عبر الفوز على الأردن المستضيف 1-0 والخسارة من العراق 0-2.

### مدربا
في 1 يوليو 2010 تم تعيين عاشور (25 سنة) مدربا لفريق المنامة للشباب.
في 21 ديسمبر 2012 أنهى الحكم حسين البحار مباراة الرفاع الشرقي والمنامة ضمن الجولة التاسعة من دوري الشباب قبل نهاية وقتها الأصلي بعد الاشتباكات والحوادث المؤسفة والعنيفة التي حدثت في وقتها المحتسب بدل الضائع وأدت لاختلاط الحابل بالنابل وتدخل بعض الجماهير الحاضرة في ملعب نادي الرفاع. وكانت المباراة في طريقها لنهايتها بفوز الرفاع الشرقي الساعي لاسترداد الصدارة في المسابقة بعد تقدمه بالنتيجة في الدقائق الأخيرة من عمر المباراة إلا أن هدف التعادل القاتل للمنامة عن طريق دعيج عدنان أشعل فتيل الحوادث المؤسفة والاشتباكات التي حدثت بين لاعبي الفريقين في مشهد غير حضاري بحسب شهود العيان الذين تواجدوا في ملعب نادي الرفاع ولولا تدخل الجهازين الإداري والفني للفريقين لتطور الأمر وخصوصا مع انفلات أعصاب الجانبين.
وعبر مدرب المنامة عاشور عن استيائه مما حدث مشيرا إلى تأثير تلك الحوادث على سمعة وصورة الكرة البحرينية وحمل عاشور لجنة المسابقات باتحاد الكرة جزءا من المسئولية وخصوصا فيما يتعلق بجدولة المباريات مطالبا بعدالة التوزيع ومنح فريقه ملاعب محايدة أكثر عدلا مع باقي الأندية. وأوضح عاشور أن لاعبيه لم يتمكنوا من الخروج من ملعب نادي الرفاع إلا بمرافقة أمنية بعد الاتصالات التي حدثت بين الجهاز الإداري للفريق وولي أمر أحد اللاعبين والجهات الأمنية لتأمين خروج اللاعبين من الملعب مؤكدا تواجد دوريات رجال الأمن ومساهمتهم في تهدئة الوضع بحسب تعبيره.
في 2011 أكد عاشور أنه يطمح لاستكمال مشواره التدريبي من أجل تحقيق طموحاته في هذا المجال خاصة بعد النجاح الكبير الذي حققه خلال الفترة الماضية وحصوله على رخصة التدريب B من الاتحاد الآسيوي لكرة القدم عبر البرنامج التدريبي الذي نظمه الأخير طوال السنتين الماضيتين وأطلق عليه برنامج مدرب المستقبل أو برنامج المدربين الواعدين وقال عاشور أن مشاركته في هذا البرنامج جاء بناء على ترشيح ودعم من قبل المؤسسة العامة للشباب والرياضة والاتحاد البحريني لكرة القدم مشيرا إلى وجود عدة متطلبات لدعم المدرب منها أن لا يكون عمر المترشح أكثر من 30 سنة وأن يكون لاعبا سابقا بالإضافة إلى إجادة اللغة الانجليزية تحدثا وكتابة وأضاف: "جاء ترشيحي أنا وزميلي أحمد عيسى ونجحنا في تجاوز محطات البرنامج الذي بدأ منذ العام 2009 وضمت المجموعة العديد من المدربين من اليابان وكوريا الجنوبية وإيران والهند وكوريا الشمالية وأستراليا وغيرها من الدول الآسيوية".
حقق عاشور نتائج جيدة في جميع الجوانب للدورة التدريبية حتى أن المحاضر الدولي الإيراني مرتضى مؤسس وهو واحد من المحاضرين المعروفين على المستوى القارة الآسيوية وكذلك الاتحاد الدولي لكرة القدم أشاد به وتوقع أن يكون من بين المدربين الثلاثة الأوائل وقال عاشور أن الدورة تضمنت العديد من الجوانب التحليلية والفنية التي كان لها مردرود كبير على المدربين.
وكشف عاشور عن وجود مرحلة أخيرة تتضمنها الدورة وستكون في ألمانيا لمدة 8 أيام سيكون فيها اختيار المدربين على اعتبار النتائج المسجلة ومتوقع أن يشارك فيها 17 مدربا وستكون الدورة عبارة عن متابعة تدريبات بايرن ميونيخ ومحاضرات فنية قيمة.
وأوضح عاشور أن البرنامج المكثف الذي نضمه الاتحاد الآسيوي لكرة القدم كان مختلفا نوعا ما عن الدورات التي سبق تنظيمها محليا خاصة فيما يتعلق بالجانب التقني والتكنولوجي الذي يطغى على كل المحاضرات الفنية مشددا على أن الاستفادة كانت كبيرة في ظل تنوع المدربين المتواجدين في الدورة ومن مختلف أرجاء القارة وقال عاشور: "التفرغ التام للدورات والمحاضرات والجانب التدريبي كان سببا أيضا في الاستفادة من هذا البرنامج. هدفي القادم مواصلة الدورات".
قال عاشور إنه يطمح في التفرغ التام لمهنة التدريب على رغم المصاعب التي يواجهها خاصة فيما يتعلق بالجانب العملي الذي يجعله مرتبكا به منذ الساعة السابعة صباحا وحتى الرابعة عصرا مشددا على أنه عازم بقوة على التفرغ للتدريب حاصة أنه بدأ خطواته العملية في هذا الجانب من أجل الحصول على شهادة التدريب والرخصة A خلال الربع الأخير من 2012 كاشفا أنه بدأ مراسلاته ومخاطباته مع الاتحاد الإنجليزي لكرة القدم في هذا الشأن مع منسق الدورات ريدور بيجوت وأضاف عاشور: "سيكون هدفي القادم الحصول على رخصة التدريب A ومن بعدها سأعمل على الحصول على شهادة التدريب الاحترافية وكل ذلك خلال فترة لن تتعدى السنتين القادمتين".
واصل عاشور حديثه بتأكيده أنه وجد كل الدعم والرعاية من قبل الاتحاد البحريني لكرة القدم وإدارة نادي المنامة مقدما لهما الشكر والتقدير على ما بذلاه في هذا الجانب ووضع عاشور مقترحا للاتحاد البحريني لكرة القدم من أجل زيادة الدعم والرعاية للمدرب الوطني خاصة الشباب ويتمثل هذا المقترح بدعوة بعض المدربين للبقاء بصورة قريبة مع الأجهزة الفنية للمنتخبات خلال مشاركاتها الخارجية في البطولات الإقليمية والقارية مستشهدا بما قام به الاتحاد الكوري الجنوبي لكرة القدم مع المدرب الذي تواجد في البرنامج معه مع المنتخب الكوري في بطولة كأس العالم 2010 في جنوب أفريقيا حيث تواجد ضمن البعثة الكورية الجنوبية من أجل مشاهدة التدريبات والاستماع للمحاضرات الفنية.
امتدح عاشور البرنامج الوطني للمدربين الذي تنظمه المؤسسة العامة للشباب والرياضة مشددا على أنه واحد من البرامج المفيدة للمدرب نظرا لما تضمه محتوياته ومناهجه وأضاف عاشور: "هذا البرنامج واحد من البرامج الغنية بالجوانب الفنية واللياقية ويعطيك فرصة للعمل على أسس علمية لوضع برنامج مثالي" مطالبا باستمراره وتطويره وتكثيفه خلال الفترة القادمة.
في يناير 2013 وأثناء انعقاد بطولة كأس الخليج العربي 2013 في البحرين انخرط عاشور بالعمل التطوعي وعرضت عليه لجنة الإعلام مهمة قيادة المؤتمرات الصحافية التي تسبق اللقاءات أو بعدها مباشرة فوافق دون تردد خصوصا مع رغبته في الحصول على الخبرة المطلوبة للتعامل مع مختلف وسائل الإعلام المرئية والمكتوبة. وقال عاشور إن دخوله هذا المجال جاء لرغبته الصادقة في الاستفادة منها في الجانب الفني في المقام الأول ومن ثم التعرف على الأجواء الإعلامية التي تصاحب عمل المدربين في مثل هذه البطولات والدورات الرياضية في ظل الزخم والكثافة الإعلامية المتواجدة فيها. وعن تجربته الجديدة أوضح عاشور قائلا: "استطعت رؤية مختلف الجوانب وأعايشها فمن الجهة المعاكسة وهي جهة الصحافيين استطعت أن اتلمس شعورهم وطريقة تفكيرهم ما سهل علي التعامل معهم وبالتأكيد هذا الجانب سأستفيد منه في حياتي التدريبية. لا أخفي عليكم نقطة أخرى مهمة استفدت منها كثيرا في مهمتي وهي قربي من مدربين عالميين ورؤيتهم كيفية التعامل مع الإعلاميين. الإعجاب لم يكن مقتصرا على كالديرون فقط بل يمتد إلى مدرب الإمارات مهدي علي الذي يفتخر به جميع المدربين الوطنيين في الخليج.
في 1 يوليو 2013 تم تعيين عاشور (28 سنة) مساعدا لمدرب منتخب البحرين تحت 20 سنة.
في 15 يوليو 2014 تم تعيين عاشور (29 سنة) مدربا للبديع البحريني (الدرجة الثانية). في موسمه الوحيد 2014-2015 وفي بطولة دوري الدرجة الثانية قاد فريقه إلى احتلال المركز الرابع. وفي بطولة كأس ملك البحرين خرج فريقه من المرحلة الأولى عندما خسر في الدور التمهيدي من مدينة عيسى 3-4.
في 12 مايو 2015 تم تعيين عاشور (30 سنة) مدربا للنجمة البحريني (الدرجة الثانية) لمدة 3 مواسم. في موسمه الأول 2015-2016 وفي بطولة دوري الدرجة الثانية قاد فريقه لاحتلال المركز الثاني الوصيف برصيد 33 نقطة من 16 مباراة وبالتالي صعد إلى الدوري الممتاز. وفي بطولة كأس ملك البحرين وبعد قيادته فريقه للفوز على البديع والبحرين تعرض لخسارة كبيرة في الدور النصف النهائي من المحرق 1-6 وقد جاءت جميع الأهداف في الشوط الثاني.
في موسمه الثاني 2016-2017 وفي بطولة الدوري الممتاز قاد فريقه لاحتلال المركز الثامن بفارق نقطة واحدة عن منطقة الهبوط. وفي بطولة كأس ملك البحرين خرج فريقه من المرحلة الأولى عندما خسر في الدور 16 من الرفاع بركلات الترجيح. وفي بطولة كأس الاتحاد البحريني فشل فريقه في التأهل إلى الدور النصف النهائي عندما احتل المركز الرابع في المجموعة الثانية بفارق 3 نقاط عن صاحب المركز الثاني البحرين.
في موسمه الثالث والأخير 2017-2018 وفي بطولة الدوري الممتاز قاد فريقه لاحتلال المركز الثاني الوصيف بفارق 15 نقطة عن البطل المحرق. وفي بطولة كأس ملك البحرين قاد فريقه للتويج بالبطولة بعدما تغلب في المباراة النهائية على المحرق بركلات الترجيح ليحقق عاشور أولى بطولاته كمدرب. وهي المرة الأولى التي يحقق بها النجمة البطولة منذ 11 سنة. وبات عاشور (36 سنة) أصغر مدرب يحقق لقب كأس ملك البحرين محطما الرقم القياسي المسجب باسم عيسى السعدون الذي فاز بالبطولة مع المحرق وعمره 41 سنة. وقال عاشور في تصريحات صحفية: "لاعبو النجمة رجال ولا يمكن أن يفلت اللقب وفي وجود هذه الخامة من اللاعبين. لقد كنا مؤمنين كفريق بقدرتنا على الفوز بالبطولة منذ بدايتها. لدينا حارس مرمى هو الأفضل وسيد حراس البحرين سيد شبر علوي. لقد كان العلامة البارزة في النهائي بعد تألقه خلال ركلات الترجيح بالإضافة لأدائه المميز في المباراة". وختم عاشور أن تبديلاته الهجومية أثناء المباراة جاءت لاستغلال حالة لاعبي المحرق بعد وضوح عدم تركيزهم ولذلك حاول مضاعفة النتيجة لإنهاء اللقاء مبكرا.
في 14 أبريل 2018 أقال نادي النجمة عاشور من قيادة الفريق قبل نهاية الدوري الممتاز بجولة واحدة وذلك بعد هزيمة الفريق من المنامة بنتيجة ثلاثة أهداف مقابل هدفين. وعين النادي مكانه إسماعيل كرامي مدربا للفريق لما تبقى من منافسات الدوري. وبعد التتويج ببطولة كأس ملك البحرين قاد عاشور النجمة في 5 مباريات حقق فيها التعادل 3 مرات والخسارة مرتين جامعا 3 نقاط من أصل 15 نقطة ممكنة.
في 1 يوليو 2018 تم تعيين عاشور (33 سنة) مدربا للرفاع البحريني (الدوري الممتاز). في موسمه الأول 2018-2019 وفي بطولة الدوري الممتاز قاد فريقه للتتويج بالبطولة بعدما تصدر الترتيب بفارق 6 نقاط عن وصيفه المنامة ليحقق عاشور ثاني بطولاته كمدرب. وفي بطولة كأس ملك البحرين قاد فريقه للتتويج بالبطولة بعدما تغلب في المباراة النهائية على الحد 2-1 ليحقق عاشور ثالث بطولاته مدربا. وفي بطولة كأس النخبة البحريني فشل فريقه في التأهل إلى الدور النصف النهائي بعدما احتل المركز الثالث الأخير في المجموعة الأولى بفارق نقطة واحدة عن صاحب المركز الحد. وفي بطولة كأس الاتحاد البحريني فشل فريقه في التأهل إلى الدور النصف النهائي عندما احتل المركز الثالث في المجموعة الثالثة بفارق 3 نقاط عن المتصدر البحرين. وفي بطولة كأس العرب للأندية الأبطال خرج من المرحلة الأولى عندما خسر من مولودية الجزائر الجزائري 1-2 في مجموع المباراتين.
في موسمه الثاني 2019-2020 وفي بطولة الدوري الممتاز قاد فريقه لاحتلال المركز الثالث بفارق 3 نقاط عن البطل الحد. وفي بطولة كأس ملك البحرين قاد فريق للوصول إلى الدور النصف النهائية عندما خسر من الحد 1-3. وفي بطولة كأس السوبر البحريني قاد فريقه للتتويج بالبطولة بعدما تغلب على المنامة بركلات الترجيح وليحقق عاشور رابع بطولاته مدربا. وفي بطولة كأس الاتحاد البحريني فشل فريقه في التأهل إلى الدور النصف النهائي عندما احتل المركز الثاني في المجموعة الأولى بفارق الأهداف عن المتصدر الحد. وفي بطولة دوري أبطال آسيا خرج فريقه من مباراته الأولى عندما خسر خارج أرضه في الدور التمهيدي الثاني من نادي شهر خودرو الإيراني 0-1 لينتقل للعب في كأس الاتحاد الآسيوي ولكن تم إلغاء البطولة بسبب انتشار جائحة كورونا. وفي بطولة كأس العرب للأندية الأبطال شارك في الدور التمهيدي واستطاع تصدر مجموعته الأولى بثلاث انتصارات على اتحاد طنجة المغربي وهورسيد الصومالي والزوراء العراقي ليتأهل إلى الدور 32 حيث خسر من أولمبيك آسفي المغربي 1-2 في مجموع المباراتين.
في موسمه الثالث 2020-2021 وفي بطولة الدوري الممتاز قاد فريقه للتتويج بالبطولة بعدما تصدر الترتيب بفارق 10 نقاط عن وصيفه الرفاع الشرقي ليحقق عاشور خامس بطولاته الشخصية. أكد عاشور أن تحقيق لقب الدوري جاء بجدارة واستحقاق بعد العمل الكبير الذي بذله الفريق طوال الموسم. وقال عاشور: "الحصول على الثنائية تأكيد على جهود الفريق وقدراته وسيواصل الرفاع على تحقيق الألقاب في الفترة القادمة. لعبنا مباراة الحد بشكل مميز وكانت بمثابة المباراة النهائية وظهر الحد بمستوى مميز وبالفعل تابعنا المباراة كأنها مباراة نهائية. عملنا على تحقيق أهدافنا التي وضعناها منذ بداية الموسم ونجحنا في حصد البطولتين المحليتين وهذا جاء بتركيز عال من الجميع". وعن حصوله على 5 ألقاب محلية كبرى مع الرفاع علق: "هذا توفيق من الله وبجهود الجميع ووقفتهم معي إضافة إلى جهود الإدارة واللاعبين والجهازين الفني والإداري والجميع. حصلت على لقب السوبر ولقبين لكأس الملك ولقبين لدوري ناصر بن حمد ونعد الجميع أن نواصل على تحقيق الألقاب في الفترة القادمة. المدرب البحريني دائما مثال يحتذى به بأفضليته ونرى سيطرة المدربين البحرينيين على البطولات المحلية وهذا أمر إيجابي ويؤكد مكانة المدرب البحريني ودائما إذا حصل على الثقة فإنه سيبدع ويساهم في تحقيق الألقاب". وفي بطولة كأس ملك البحرين قاد فريقه للتتويج بالبطولة بعدما تغلب في المباراة النهائية على الأهلي 2-0 ليحقق عاشور سادس بطولاته مدربا. أكد عاشور أنه راهن على لاعبي فريقه قبل المباراة النهائية لكأس ملك البحرين وقال عاشور في تصريح لموقع كووورة: "كيف نخسر مباراة ولاعبينا (رجال) داخل الملعب وأبطال. عندما تمتلك لاعبين بهذه العزيمة والإصرار والروح القتالية فمن الصعب أن تخسر. قلتها للاعبين قبل المباراة أنتم رجال وقادرون على الفوز بعزيمتكم وإصراركم وعليكم تطبيق التعليمات بصورة مميزة. المباراة كانت حماسية وقدم فيها الفريقان أداء رائعا يؤكد أن الكرة البحرينية تمتلك لاعبين مميزين والحذر كان العنوان الأبرز في البداية وهو أمر طبيعي في المباريات الختامية. أجرينا بعض التغييرات التي ساهمت في تغيير شكل المباراة ونمتلك لاعبين مميزين قدموا مستوى كبيرا".
في 4 فبراير 2020 جدد الرفاع عقد عاشور لثلاث مواسم إضافية تنتهي في نهاية موسم 2022-2023.
في 13 أبريل 2020 حصل عاشور على شهادة التدريب الآسيوي A. وأفرزت سجلات الاتحاد الآسيوي لكرة القدم اسم 31 مدربا بحرينيا حصلوا على شهادة الاحتراف. وكان الاتحاد البحريني لكرة القدم اشترط قبل 4 سنوات أن يكون مدرب فريق الأول حاصلا على شهادة التدريب الآسيوي A وهي من أعلى الدرجات التدريبة. ودخل المدربون دورات تدريبية أقيمت في البحرين وماليزيا وغيرها من الدول للحصول على الشهادة التدريبية.
في 30 مايو 2020 أكد عاشور أن البرتغالي جوزيه مورينيو هو سبب دخوله عالم التدريب. وقال: "أحب جوزيه مورينيو وكنت أتابعه منذ سنوات طويلة ويعجبني أسلوبه وطريقة تدريبه حيث شجعني ذلك على دخول الدورات والانضمام إلى عالم التدريب. بالنسبة لي يعتبر مورينيو أفضل مدرب وأنا أتابعه باستمرار حتى الآن". وأوضح عاشور أن هناك العديد من المدربين البحرينيين المميزين الذين أشرفوا على تدريبه منذ أن كان لاعبا في الفئات العمرية حتى الوصول إلى الفريق الأول. وتابع: "كان للمدربين موسى حبيب وسلمان شريدة دورا كبيرا في بروزي وبالنسبة لي هما الأفضل في عالم التدريب".
في موسمه الرابع 2021-2022 وفي بطولة الدوري الممتاز قاد فريقه للتتويج بالبطولة بعدما تصدر الترتيب بفارق 3 نقاط عن وصيفه المنامة وليحقق عاشور سابع بطولاته مدربا. أكد عاشور أنه أوفى بالوعد الذي قدمه لجماهير الفريق قبل جولات عديدة من ختام الدوري وهو الاحتفاظ بلقب الدوري. وقال عاشور: "عندما تمتلك رجالا داخل الملعب فمن دون شك تكون ثقتك كبيرة. فريقنا يضم لاعبين مميزين فتمكنوا من حسم اللقب والمحافظة عليه بعد موسم مثير شهد منافسة قوية. مررنا بمنعطفات عديدة والقوي دائما هو الذي يتجاوزها بنجاح ونحن تمكنا من تجاوزها فحسمنا اللقب دون أي خسارة". وشدد على أن هذا الإنجاز "يرجع للدعم الذي يحظى به الفريق من رئيس النادي الشيخ عبد الله بن خالد آل خليفة ومجلس الإدارة. حرصنا على تهيئة الفريق جيدا لهذه المواجهة الختامية فقد عملنا على الجانب النفسي من خلال المحاضر الدولي المخضرم نبيل طه الذي بذل جهودا كبيرة. الرفاع يسير بخطى ثابتة نحو المزيد من الألقاب. الأرض أرضي والزمان زماني وهذا هو الرفاع الذي يكون دائما على منصات التتويج". وفي بطولة كأس ملك البحرين قاد فريقه للوصول إلى الدور النصف النهائي حينها خسر من الرفاع الشرقي 0-2. وفي بطولة كأس الاتحاد البحريني فشل فريقه في التأهل إلى الدور النصف النهائي. وفي بطولة كأس الاتحاد الآسيوي قاد فريقه لاحتلال المركز الثاني في المجموعة الثانية بعد الفوز على ظفار العماني وشباب الخليل الفلطيني والخسارة من العربي الكويتي ليتأهل إلى الدور النصف النهائي لمنطقة غرب آسيا كأفضل فريق احتل المركز الثاني بين المجموعات الثلاث متفوقا على الكويت الكويتي وتشرين السوري. في الدور النصف النهائي لمنطقة غرب آسيا تغلب على الرفاع الشرقي البحريني بركلات الترجيح ليتأهل إلى المباراة النهائية لمنطقة غرب آسيا حينها خسر خارج أرضه من السيب العماني برباعية نظيفة.
في موسمه الخامس والأخير 2022-2023 وفي بطولة الدوري الممتاز قاد فريقه للفوز في المباراة الافتتاحية على الشباب 1-0. وفي بطولة كأس السوبر البحريني قاد فريقه للخسارة من الخالدية 0-2. قال عاشور: "ظهرنا بمستوى مميز في الشوط الأول وكانت التعليمات واضحة للاعبين بين الشوطين بأن يستمر الفريق بنفس المستوى في الشوط الثاني لكن الخالدية تغير في هذا الشوط وفاجئنا بالهدف الأول بعد أن دخل فريقنا برتم مغاير وتراخي تسبب في هذا الهدف. فقدنا الصلابة بعد الهدف الأول ما تسبب في استقبالنا الهدف الثاني ولكن علينا أن نستفيد من هذه المباراة لأنها مواجهة خيرية ولا تعكس أداء الرفاع الذي ظهر بمستوى أفضل بكثير ومتطور خلال المباراتين السابقتين أمام الرفاع الشرقي في نصف نهائي كأس الاتحاد الآسيوي وأمام الشباب في دوري ناصر بن حمد الممتاز. سنطوي هذه الصفحة ونركز على المباريات المقبلة ولكن من المهم أن نواصل التطور وأن نستفيد من الأخطاء التي ظهرت في الشوط الثاني من أجل تفاديها في المستقبل".
في 6 أكتوبر 2022 عقدت إدارة الرفاع اجتماعا طارئا على خلفية الخسارة الثقيلة التي تعرض لها الفريق من السيب العماني 0-4 في المباراة النهائية لمنطقة غرب آسيا في بطولة كأس الاتحاد الآسيوي. وتقدم عاشور باستقالته إلى إدارة النادي محملا نفسه مسؤولية الخسارة من السيب وفقدان المنافسة على لقب بطولة كأس الاتحاد الآسيوي.
في 4 ديسمبر 2022 تم تعيين عاشور (38 سنة) مدربا للكويت الكويتي حتى نهاية موسم 2022-2023. ويعتبر عاشور أول بحريني يتولى تدريب فريق كويتي في الدوري الكويتي الممتاز لكرة القدم. في موسمه الوحيد 2022-2023 وفي بطولة الدوري الممتاز قاد فريقه لحصد 22 نقطة من أصل 39 نقطة ممكنة (13 مباراة). وفي بطولة كأس الأمير قاد فريقه إلى الدور النصف النهائي بعدما تغلب في الدور الربع النهائي على السالمية 1-0 في الوقت الإضافي. وفي بطولة كأس الاتحاد الكويتي قاد فريقه للفوز على الفحيحيل 2-1 والتعادل سلبيا مع كاظمة والانسحاب من مواجهة السالمية واعتبار الكويت خاسرا 0-3 وبالتالي فشل في قيادة فريقه للتأهل إلى الدور النصف النهائي عندما احتل المركز الخامس في المجموعة الأولى بفارق 6 نقاط عن صاحب المركز الثاني السالمية. وفي بطولة كأس العرب للأندية الأبطال قاد فريقه إلى الدور التمهيدي الثاني بعدما تغلب في الدور التمهيدي الأول على شبيبة الساورة الجزائري 2-1 في مجموع المباراتين.
في 17 أبريل 2023 اتخذ مجلس إدارة نادي الكويت قرارا بإقالة عاشور على خلفية النتائج المتراجعة للفريق في الجولات الماضية للدوري. وجاء الاعلان عن القرار عبر الحساب الرسمي لنادي الكويت في انستغرام حيث وجه مجلس إدارة النادي الشكر لعاشور على ما قدمه من جهد وعمل مع الفريق خلال فترة توليه المهمة. وحصد الكويت نقطتين فقط من أصل 9 ممكنة (3 مباريات) في بطولة الدوري.
في 22 أبريل 2023 وجه عاشور رسالة للفريق وجماهيره بعدما أسدل الستار على مهمته القصيرة مع الكويت. وقال عاشور: "شكرا لنادي الكويت ورئيس مجلس الإدارة خالد الغانم والرئيس الفخري مرزوق الغانم وعادل عقلة على دعمهم اللا محدود لي. شكرا لجميع أعضاء مجلس الإدارة وأعضاء الجهاز الفني والطبي والإداري والاعلامي وجميع لاعبي الكويت وشكر خاص لمحبي وجماهير العميد الكويتاوي على ترحيبكم ودعمكم لي وشكرا لجميع الجماهير الكويتيية المحبة لكرة القدم التي كانت ملح الدوري والمنافسة الشريفة".
وأعرب عاشور عن فخره بتصدر الدوري في كل الجولات ومغادرة الفريق وهو لا يزال في القمة كما أنه مرشح لبلوغ الدور النهائي ببطولة كأس الأمير إلى جانب وصوله إلى الدور التمهيدي الثاني في بطولة كأس العرب للأندية الأبطال حيث أضاف قائلا: "خلال هذه الفترة لم يتعرض الكويت للخسارة عدا مباراة واحدة فقط من أصل 22 لقاء. وجاءت تلك الهزيمة وسط ظروف صعبة وبعشرة لاعبين بعد تلقينا بطاقة حمراء في الشوط الأول. أشكر جميع وسائل الإعلام والشارع الرياضي الكويتي على وقفته معي وأتمنى لنادي الكويت ودولة الكويت الحبيبة كل التوفيق وربما نلتقي مجددا عما قريب".
في 24 أبريل 2023 أكد رئيس نادي الكويت خالد الغانم أن السبب الحقيقي لرحيل عاشور هو رغبة المدرب في إتاحة الفرصة لغيره بعد التعثر خلال 3 مباريات متتالية. وقال الغانم: "إن عاشور هو ما هاتفه من أجل إعفائه مؤكدا أن نادي الكويت يقدر ما قدمه المدرب للفريق منذ تولي المسؤولية خلفا للكرواتي رادان". ولفت أن عاشور من الكفاءات المميزة معربا عن أمله أن يرى المدرب قريبا في الكويت في إشارة إلى مشاركته لاحتفالات فوز الفريق بلقب الدوري الممتاز.
في 26 مايو 2023 وجهت إدارة نادي الكويت دعوة إلى عاشور لحضور المباراة الختامية في الموسم وفرحة التتويج بلقبي الدوري الممتاز وكأس الأمير. وثمن عاشور موقف إدارة الكويت مؤكدا أنه لا يستغرب على إدارة الأبيض هذا التصرف. ولفت عاشور إلى أن الرئيس الفخري لنادي الكويت مرزوق الغانم ورئيس النادي خالد الغانم مشددا على حضوره وجميع أفراد الجهاز الذي عاونه أثناء عمله مع الأبيض. وشدد عاشور على اعتزازه على الفترة التي عمل بها في الكويت، معربا عن رضاه عما قدمه والنتائج التي حققها خلال فترة عمله.
في 28 يونيو 2023 حسم نادي المنامة تعاقده الرسمي مع عاشور (38 سنة) لقيادة الجهاز الفني للفريق اعتبارا من الموسم الجديد 2023-2024. وأعلن المنامة أن عاشور وقع مع النادي لمدة 3 سنوات وبعقد حتى نهاية موسم 2026-2027 دون الكشف عن التفاصيل المالية بين الجانبين.
في 29 يونيو 2023 وعد عاشور جمهور المنامة بالسعي وراء حلم طال انتظاره بتحقيق لقب الدوري البحريني الممتاز. وكتب عاشور رسالة نشرها على حساباته الشخصية موجهة إلى جماهير المنامة قائلا: "12 عاما ابتعدت فيها عن أسوار منزلي واكتسبت خلالها العديد من الخبرات وحققت العديد من الإنجازات. حان الوقت اليوم لعودتي إلى بيتي الذي ترعرعت بين أسواره وتعلمت فيه لعب كرة القدم وحان الوقت لكي أرد ولو جزء بسيط من هذا الجميل. ها أنا أعود لبيتي برغبة مشتركة وطموح كبير مع مجلس إدارة النادي والجماهير العاشقة للكيان المنامي من أجل مشروع وحلم طال انتظاره لمدة 77 عاما".

## الإنجازات

### لاعبا
- المنامة (1)
  - دوري الدرجة الثانية (1): 2004/2003

### مدربا
- النجمة (1)
  - كأس ملك البحرين (1): 2018/2017
- الرفاع (6)
  - الدوري البحريني الممتاز (3): 2019/2018 - 2021/2020 - 2022/2021
  - كأس ملك البحرين (2): 2019/2018 - 2021/2020
  - كأس السوبر البحريني (1): 2019